# De arme en de rijke

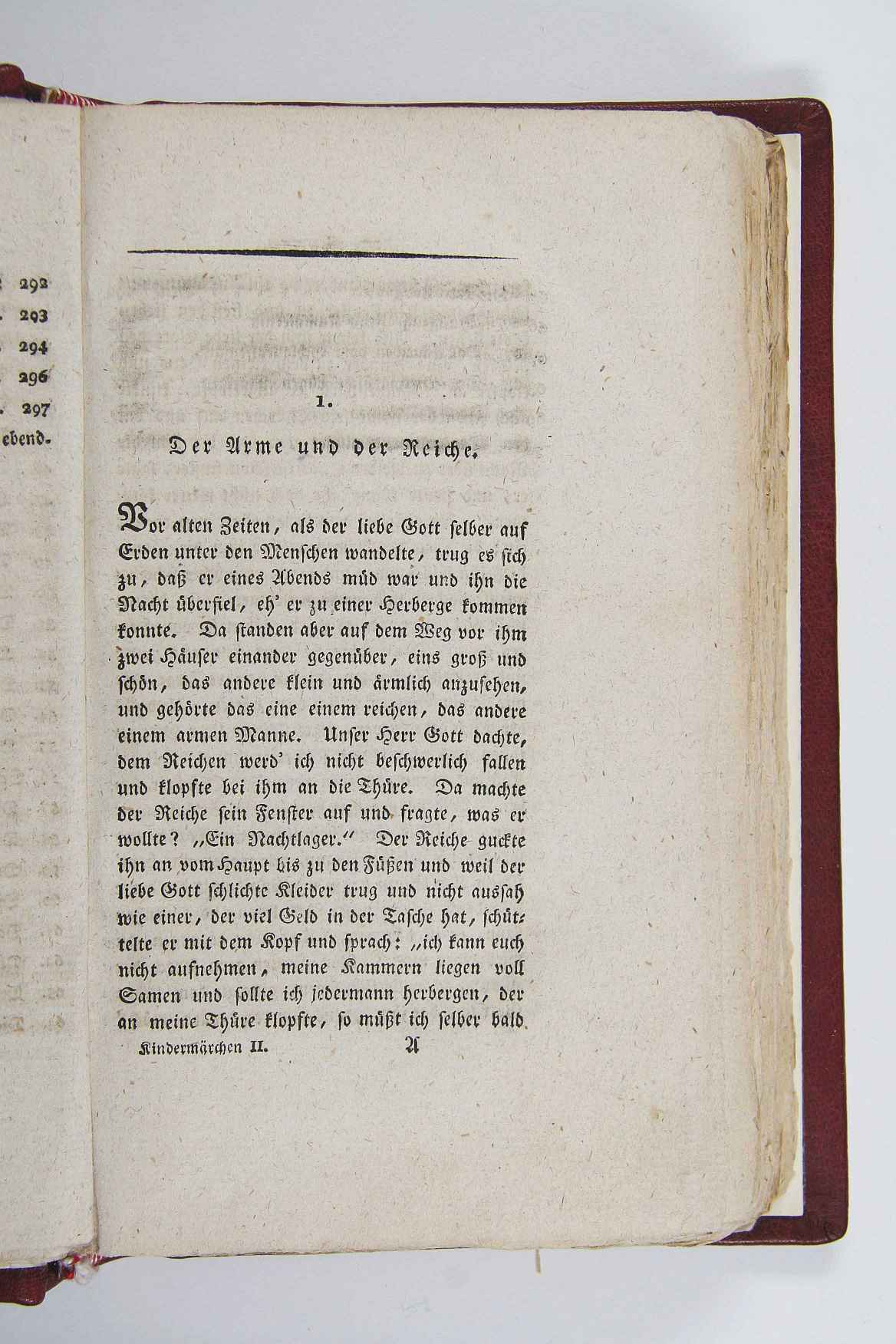
Der Arme und der Reiche, eerste Duitse uitgave van Kinder- und Hausmärchen uit 1812

De arme en de rijke is een sprookje uit Kinder- und Hausmärchen, de verzameling van de gebroeders Grimm, met als nummer KHM87. De oorspronkelijke naam is Der Arme und der Reiche.

## Het verhaal
Lang geleden, toen Onze Lieve Heer nog rondwandelde op aarde, werd hij moe en kon geen herberg meer bereiken. Hij zag twee huizen, een groot huis en een klein huis. Het één is van een rijke, het andere van een arme man. De Heer besluit bij de rijke te overnachten, omdat hij daar de minste last veroorzaakt. De rijke bekijkt de Heer in zijn eenvoudige kleding en zegt dat zijn kamers vol liggen met kruiden en zaden. Als hij iedereen onderdak zou verlenen, belandt hij in de bedelstaf. Onze Lieve Heer keert zijn rug naar het grote huis en loopt naar het kleine huis.
De arme man doet open en vraagt de reiziger te blijven, omdat het al donker is. De vrouw geeft hem een hand en geeft hem wat aardappels en melkt een geit. Ze eten met hem en na een tijdje hoort de Heer de vrouw fluisteren, ze zegt haar man om in het stro te gaan slapen omdat hun gast dan goed kan uitrusten in hun bed. De man vraagt of hun gast in het bed wil liggen en na lang aandringen accepteert de Heer dit gebaar. Het echtpaar maakt een bed van stro op de grond en de volgende dag maken ze een ontbijt voor de gast.
Als de Heer in de deuropening staat, zegt hij dat het paar drie wensen mogen doen die hij dan zal vervullen. De arme man wenst dat ze samen zo lang mogen leven hun dagelijks brood kunnen eten en gezond mogen blijven. De derde wens weet hij niet. Ook krijgt de man een nieuw huis en de Heer geeft zijn zegen en vertrekt. De rijke man staat op en ziet een keurig nieuw huis stuurt zijn vrouw ernaartoe om te vragen hoe dit gebeuren kon. Ze vertelt haar man hoe het zit en de man vertelt dat hij de reiziger heeft weggestuurd.
De vrouw stuurt hem de reiziger achterna op zijn paard en hij zegt de Heer dat hij de sleutel nog moest zoeken, maar toen bleek de reiziger al vertrokken te zijn. Op de terugweg moet de Heer zeker zijn intrek nemen bij het rijke paar en de Heer zegt dat hij dit zal doen. De man vraagt of hij ook drie wensen mag doen, en de Heer antwoordt dat dit wel kan maar niet gunstig zal uitpakken voor de man. De rijke heeft wat hij wil en bedenkt wat hij zal verzinnen.
Het paard begint te bokken en de man roept dat hij wenst dat het zijn nek breekt, waarna het paard neervalt en niet meer beweegt. De eerste wens is vervuld en de gierige man wil zijn zadeltuig niet achterlaten. Hij snijdt het af en gaat te voet verder en vraagt zich af wat hij wensen zal. Hij zegt dat hij wel zou weten wat hij moest wensen als hij die Beierse boer zou zijn. Ten eerste wenste hij een heleboel bier en ten tweede zoveel bier als hij op zou kunnen en ten derde nog een vat bier erbij. Hij denkt aan zijn vrouw die comfortabel thuis zit en zegt: zat zij maar op het zadel, zonder er af te kunnen. En meteen verdwijnt het zadel en wens twee is in vervulling gegaan.
De man krijgt het warm en begint te rennen, hij ziet zijn vrouw op het zadel zitten en ze jammert en schreeuwt omdat ze er niet af kan komen. De man zegt dat hij alle rijkdommen van de wereld voor haar zal wensen, als zij maar zitten blijft. Ze scheldt hem uit voor ezel en ze eist haar te bevrijden. De wens wordt vervuld en het heeft hen niks dan ergernis, scheldwoorden, moeite en een dood paard opgeleverd. De twee armen leven opgewekt, kalm en vroom tot hun zalig einde.

## Achtergronden bij het verhaal
- Het sprookje komt uit Hessen.
- Het bezoek van goden of heiligen op aarde om de mens op de proef te stellen komt in veel sagen en sprookjes voor, bijvoorbeeld in de Chinese sage van Fohi en in het verhaal van Ovidius over Philemon en Baucis. In de Europese volkstraditie komt het vooral voor in godsdienstige literatuur (legenden en exempels).
- De drie wensen spelen ook een rol in De jood in de doornstruik (KHM110) en De witte en de zwarte bruid (KHM135).
- Zie ook De drie mannetjes in het bos (KHM13), Van de visser en zijn vrouw (KHM19) en De zoete pap (KHM103).
- De beloning lijkt op de beloning van Vlijtige Liesje en Luie Liesje (ook wel Elsje) in het sprookje van Vrouw Holle (KHM24).
- Bezoek van een hogere macht komt voor in kerstverhalen. Denk hierbij aan de drie geesten uit A Christmas Carroll, die een man zijn levenspad laten zien.
- Vergelijk ook Vrolijke Frans (KHM81), Speelhans (KHM82), Simeliberg (KHM142) en De geschenken van het kleine volkje (KHM182). Ook het Bijbelverhaal over Sodom en Gomorra heeft overeenkomsten.
- Vergelijk Een arme rijke.